# Efteling Theater
Het Efteling Theater (tussen 2008 en 2012 bekend als Theater de Efteling), is een theatergebouw in de Efteling. Het theater heeft ongeveer 1.200 zitplaatsen en wordt vooral gebruikt voor musicals, parkshows en andere theatervoorstellingen. Overdag kan de zaal gebruikt worden voor congressen en vergaderingen.

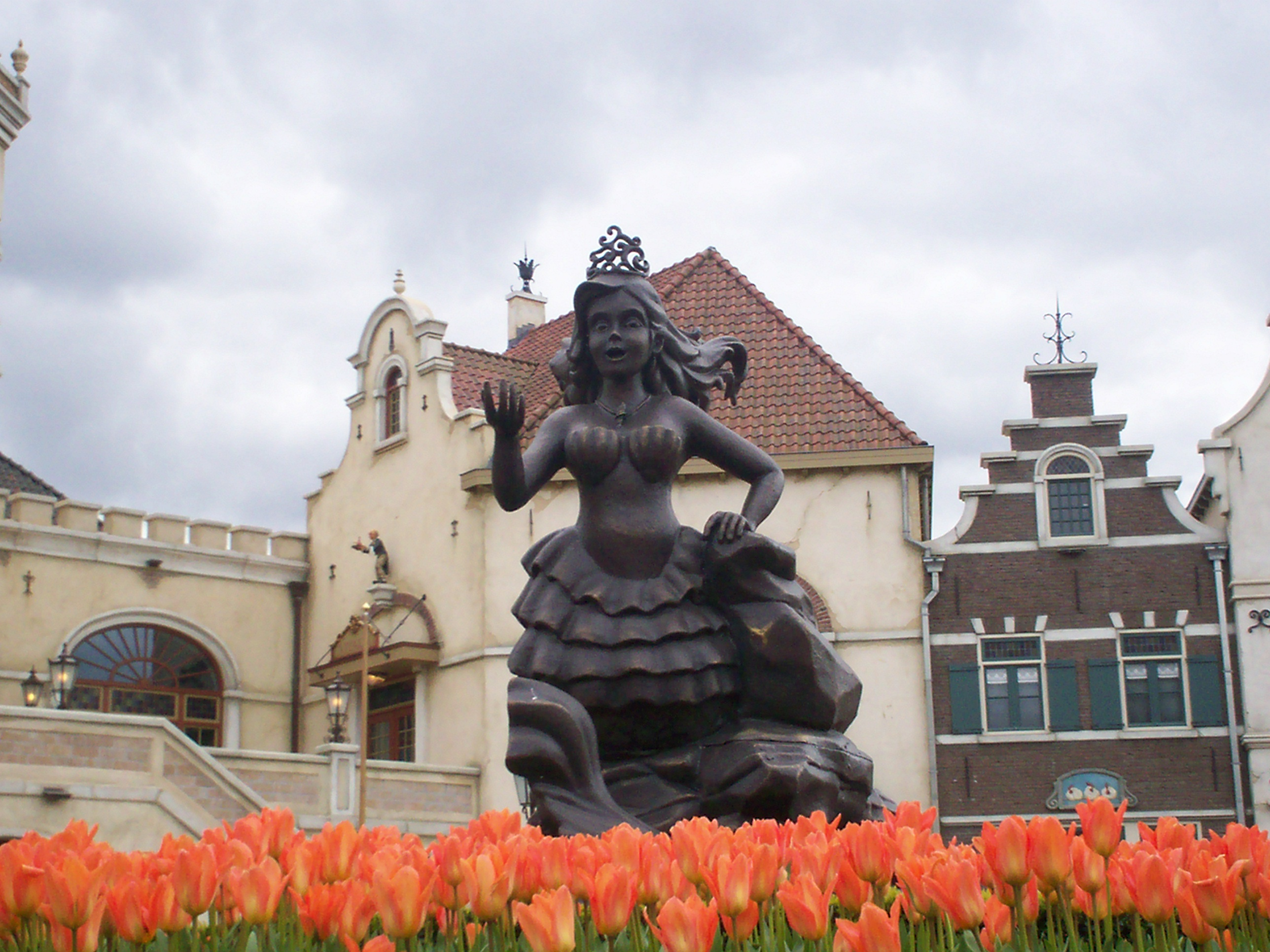
Het beeld van de Zeemeermin dat tot september 2011 op de parkeerplaats van het park stond en daarvoor voor het Theater

## Geschiedenis
Het Victoriaans Theater was lange tijd het enige theater van de Efteling, totdat er een wens kwam van een nieuw tweede theater. Toen eind jaren 80 het verouderde openluchtzwembad van de Efteling sloot, dat gelegen was aan de oever van de Kanovijver, werd er een nieuw tijdelijk theater gebouwd eind jaren 80. In het theater werden van 1989 tot en met 2001 verschillende parkshows opgevoerd. Het gesloten zwembad werd echter niet verwijderd; het theater werd letterlijk in het oorspronkelijke zwembad geplaatst. Hoewel deze theateraccommodatie oorspronkelijk slechts als tijdelijke locatie was bedoeld, deed het 12 jaar dienst. Ondertussen werd er gebouwd aan een definitief theater aan de westzijde van de Roeivijver. Met de opening van dit theater sloot het tijdelijke theater aan de Kanovijver. Op de plek van het tijdelijke theater zou later De Vliegende Hollander verrijzen.
De opening van het nieuwe theater was de start voor de komst van een nieuwe parkdeel: Uitrijk. Het theater opende in 2002 terwijl het gebouw nog niet af was. De eerste parkmusical was De Wonderlijke Efteling Show met Hans Klok als een van de rollen. In 2003 werd de bouw van het theater afgerond en bleek het een apart gebouw met twee gezichten. Vanaf de zijkant zag men namelijk oude pakhuizen en de voorgevel was geheel in de stijl van Anton Pieck gebouwd.
Vanaf september 2008 kwam het theater los te staan van Efteling Park. Hiermee was het theater ook niet meer vrij toegankelijk voor parkgasten. Om deze verandering kracht bij te zetten, veranderde de naam in Theater de Efteling. De eerstvolgende musical, The Sound of Music, werd een zogenaamde open-eind-voorstelling: zolang er belangstelling voor de musical is, zal deze blijven draaien. Dit is te vergelijken met producties als Mary Poppins in het Circustheater. In 2012 werd de naamswijziging teruggedraaid en heet het theater weer Efteling Theater.

## Parkshows
Een selectie van parkshows vertoond in het Efteling Theater:
- De Wonderlijke Efteling Show (2002-2004), in 2002 met Hans Klok, in 2003-2004 met Christian Farla (in 2004 speelden tevens Jim Bakkum en Marieke van Ginneken mee)
- Pardoes en het Kinder Winter Wonderfeest (Winter Efteling 2002-2003)
- Efteling Sprookjesshow (2005-2006) - show in het teken van het 200e geboortejaar van Hans Christian Andersen
- Tika is Jarig (2007-2008)
- Het Sprookjesboom Zomerconcert (2020)

## Musicals
Buiten de openingstijden zijn de volgende musicals opgevoerd:
- Doornroosje (1 november 2003 - 24 maart 2004) geproduceerd i.s.m. Studio 100
- De Kleine Zeemeermin (17 november 2004 - 3 april 2005) geproduceerd i.s.m. Studio 100
- TiTa Tovenaar (27 november 2005 - 26 maart 2006) geproduceerd i.s.m. V&V Entertainment
- Annie (26 november 2006 - 4 maart 2007) geproduceerd i.s.m. V&V Entertainment
- Assepoester (Cinderella) (14 november 2007 - 24 maart 2008) geproduceerd i.s.m. V&V Entertainment
- The Sound of Music (17 september 2008 - 28 juni 2009) (reprise 20 november 2009 - 31 januari 2010) geproduceerd i.s.m. V&V Entertainment
- Sprookjesboom de Musical (29 juli 2009 - 27 september 2009)
- Kruimeltje (21 november 2010 - 5 mei 2011) geproduceerd i.s.m. Rick Engelkes Producties
- Droomvlucht de Musical (9 oktober 2011 - 9 april 2012) geproduceerd i.s.m. Joop van den Ende Theaterproducties/Stage Entertainment
- Sprookjesboom de Musical; een gi-ga-gantisch avontuur! (19 september 2012 - 24 februari 2013)
- De sprookjesmusical Klaas Vaak (14 september 2013 - 9 maart 2014)
- Sprookjesboom de Musical; een wonderlijk muziekfeest (30 september 2014 - 27 februari 2015)
- Pinokkio de Sprookjesmusical (9 september 2015 - 28 maart 2016)
- Sprookjesmusical De gelaarsde Kat (18 september 2016 - 17 april 2017)
- Sprookjessprokkelaar de Musical (30 september 2017 - 2 april 2018)
- CARO (vanaf 15 september 2018)

## Andere evenementen
Naast parkshows en musicals vinden er soms ook nog andere evenementen plaats in het theater; voor evenementen kunnen de tribunes ingeschoven worden om meer ruimte te creëren. Enkele belangrijke evenementen waren:
- 2008 - Transport en Logistiek Nederland (TLN) jaarcongres[1]
- 2009 - Finale Heart Dance Award[2]
- 2010 - Finale Miss Nederland[3]
- 2012 - Finale EK Bowlen 2012[4]